# Alfredo Carpaneto
Alfredo Carpaneto (Rome, 4 januari 1915 – Groß Blumenau bij Pillau, 26 januari 1945) was een Italiaanse Unteroffizier en tankcommandant tijdens de Tweede Wereldoorlog. Hij vernietigde ongeveer 50 tanks. Carpaneto was een van de succesvolle tankcommandant uit de krijgsgeschiedenis, en kreeg voor zijn daden het Ridderkruis van het IJzeren Kruis, een hoge Duitse militaire onderscheiding.

## Leven
Op 4 januari 1915 werd Alfredo Carpaneto in Rome geboren. Hij was de zoon van een Italiaanse vader Alfredo Carpaneto en zijn Oostenrijkse vrouw Adele Carpaneto. Hij had ook nog een broer Hans.
Op 18 januari 1916 sneuvelde zijn vader, die matroos was in de Regia Marina tijdens de Eerste Wereldoorlog. Na het sneuvelen van zijn vader keerde hij met zijn moeder en zijn broer naar Wenen terug. Adele Carpaneto, destijds een Oostenrijkse in Italië, moet zich niet erg welkom hebben gevoeld.

### Jeugd
Hij was geen Italiaan, hoewel hij zich altijd verbonden had gevoeld met het vaderland van zijn vader, maar een Oostenrijker en werd daarom heel normaal opgeroepen, of hij dat nu wilde of niet. Eerder met weinig enthousiasme, want ondanks zijn zeer jonge leeftijd was hij al een erkend en veelbelovend schilder, lid van de Wiener Secession en het Weense Künstlerhaus.

### Tweede Wereldoorlog
Op 18 september 1939 na het begin van de Poolse Veldtocht, trad Carpaneto als een van de weinige Italianen in dienst van de Heer. Hij werd bij de 4e compagnie van het Panzer-Ersatz-Abteilung 4 geplaatst. Vanaf 3 april 1940 was Carpaneto bij de 7e compagnie. Op 22 oktober 1940 wisselde hij van de 7e naar de 4e compagnie. Op 10 mei 1943 werd hij bij de 2e compagnie van de Schwere Panzer-Abteilung 502 geplaatst. In het Schwere Panzer-Abteilung 502 kreeg Carpaneto op 4 maart 1944 een tank onder zijn commando. Op 10 oktober 1944 werd de 2e compagnie op de route van Kollaten-Försterei Memel gelost, nadat de locomotief voor Memel op een stilstaande locomotief reed, en daarbij de locomotief ontspoorde. Voor het ontladen van de Tigers, waren echter geen locomotieven voor rangeren beschikbaar. Door te improviseren, en een Bergepanther  (bergingstank) te gebruiken, slaagde men erin de Tigers te ontladen. Aansluitend konden de overige Tigers over het spoor gelost worden. Andere voertuigen werden door de genie gebouwde geïmproviseerde laadperron ontladen. Uiteindelijk waren er maar 2 tanks klaar voor actie, de chefwagen en die van de Obergefreiter Carpaneto. Beide tanks kregen onmiddellijk de opdracht om het gebied ten oosten van Truschellenin te rijden, ten zuiden van Karlshof, te verplaatsen en om zich onder het bevel van het 1e bataljon van het 209e Grenadiersregiment te stellen. Kort voor het bereiken van het inzetgebied werd de tank van de compagniechef door een flankerende vijandelijke tank afgeschoten. Carpaneto alleen, schatte de situatie meteen in. Ongeveer 800 meter ten zuiden van Karlshof kwamen 13 vijandelijke tanks uit de bosrand opgerukt, zij zouden het grenadiersbataljon gaan aanvallen.
Met slechts 6 tankgranaten aan boord, ging Carpaneto de strijd aan en schoot in twee minuten vier vijandelijke tanks af. De andere 9 tanks trok zich hierdoor terug. Hij verhinderde dat er een doorbraak aan het dun bezette bruggenhoofd Memel-front kwam. Op 26 januari 1945 bewees hij opnieuw zijn dapperheid, door in de ochtendschemering twee in de Königsberg-Kadgiehnen straat oprukkende T-34's af te schieten. Carpaneto veranderde daarna  meteen zijn geschutstelling, als er een verdere 18 andere tanks opdoken.
Totdat de Kampfgruppe Rinke aan de gevechten kon deelnemen, vernietigde Carpaneto in vijf minuten nog eens 4 tanks. De dapperheid en moed van Carpaneto wonnen zelfs nog meer bewondering, omdat hij bij de bezetting van de beveiligingsstelling door de Wolhynische koorts ziek werd, en toch op zijn post bleef.
Van de 15 afgeschoten tanks door de Kampfgruppe, waren er door Carpaneto alleen al 8 tanks afgeschoten.

### Overlijden
Bij verdere gevechten in de buurt van Groß Blumenau/Schönwalde die dag, die onder de leiding van het Füsilier-Bataillons 58 stonden, sneuvelde Carpaneto toen zijn tank door een antitankgeweer werd afgeschoten.
Nadat het voorstel voor het Ridderkruis op 16 maart 1945 door het Heerespersonalamt werd ontvangen, werd Alfredo Carpaneto op 28 maart 1945 postuum met het Ridderkruis van het IJzeren kruis onderscheiden.

## Militaire carrière
- Unteroffizier: 1945[5]
- Obergefreiter: 4 maart[6] 1944[5]
- Gefreiter: 1941[5]
- Soldat: 1939[5]

## Onderscheidingen
- Ridderkruis van het IJzeren Kruis op 28 maart 1945 als Unteroffizier en Pz.Kdt. i. d. 2. / Schwere Panzer-Abteilung 502 (Postuum)[5][7][8]
- IJzeren Kruis 1939, 1e Klasse (3 oktober 1944[5][8]) en 2e Klasse (24 juni 1940[5][8])
- Panzerkampfabzeichen in zilver (2e graad met het getal 25) op 1 september 1944[5]
- Medaille Winterschlacht im Osten 1941/42 op 3 augustus 1942[5]

## Publicatie
- (de)  Carpaneto, Alfredo Renato. Kunst in Frieden und Krieg. ISBN 978-1790330331.